# Saint-Hubert-Straße 2 (Lendersdorf)

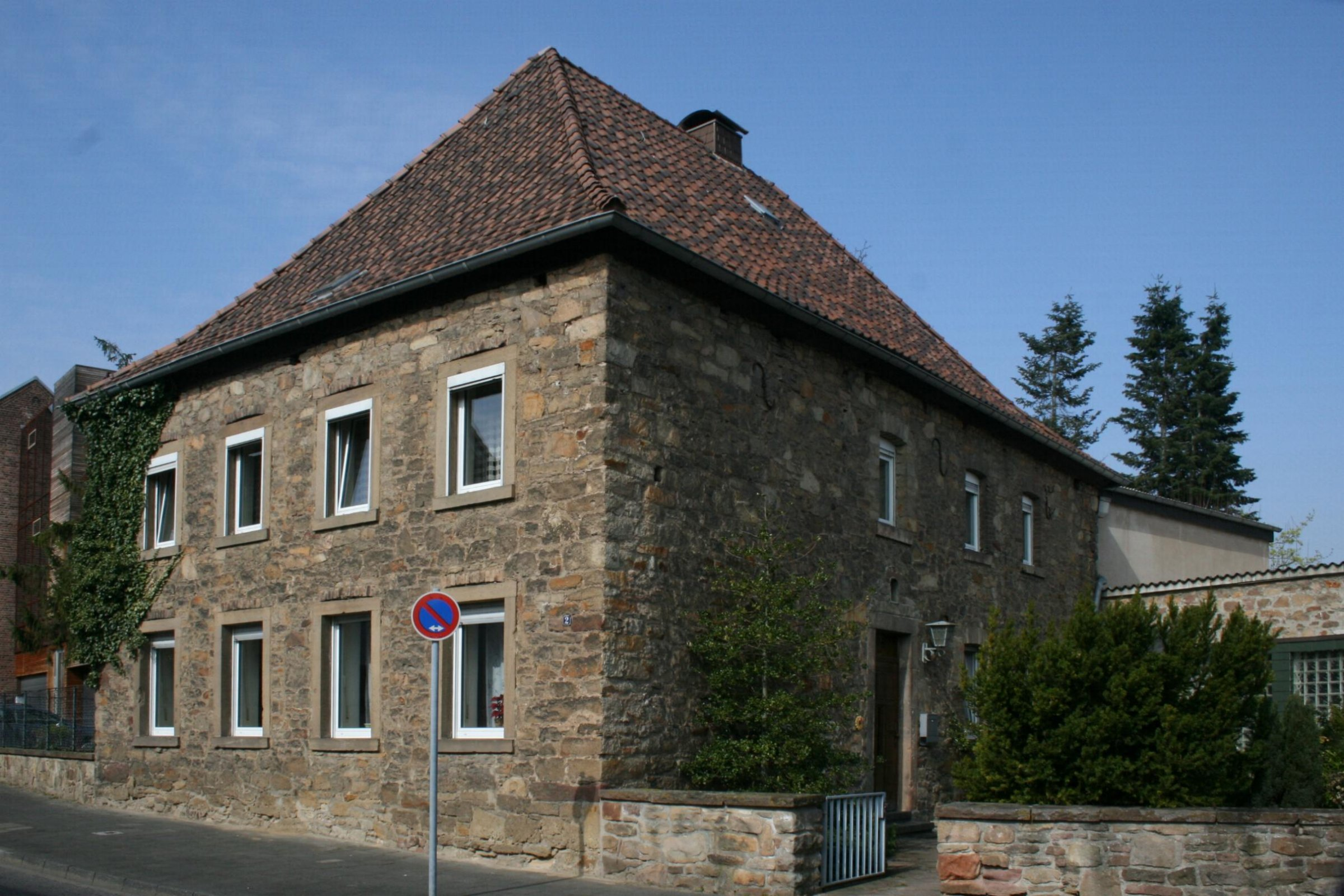
Saint-Hubert-Straße 2 (2010)

Das Gebäude Saint-Hubert-Straße 2 steht im Dürener Stadtteil Lendersdorf in Nordrhein-Westfalen.
Das Gebäude wurde Ende des 16. Jahrhunderts erbaut. Die Fensteröffnungen stammen größtenteils aus dem 19. Jahrhundert.
Es handelt sich um einen zweigeschossigen breitgelagerten Bruchsteinbau mit einem hohen zweistöckigen Walmdach. Die Fenstergewände sind aus Werkstein hergestellt. Das Wohnhaus gehörte früher zu einer Hofanlage, dem sogenannten Bachemshof.
Das Bauwerk ist unter Nr. 3/003 in die Denkmalliste der Stadt Düren eingetragen.